# Sibynophis bistrigatus
Espèce
Synonymes
- Ablabes bistrigatus Günther, 1868
- Polyodontophis bistrigatus (Günther, 1868)

Statut de conservation UICN

 DD  : Données insuffisantes
Sibynophis bistrigatus  est une espèce de serpents de la famille des Colubridae.

## Répartition
Cette espèce se rencontre :
- en Birmanie ;
- en Inde aux îles Nicobar.

## Publication originale
- Günther, 1868 : Sixth account of new species of snakes in the collection of the British Museum. Annals and Magazine of Natural History, sér. 4, vol. 1, p. 413-429 (texte intégral).